# Erik Dahlgren
Erik Emanuel Dahlgren, född 31 mars 1887 i Stockholm, död 3 december 1971 på Vätö, var en svensk konstnär. Han var från 1921 gift med keramikern Elsa Fagerberg-Dahlgren.
Dahlgren studerade vid Konstakademien 1907-1912 och deltog även periodvis  i akademiens etsningskurs, med stöd från ett stipendium bedrev han utlandsstudier 1920-1921. Tillsammans med Gunnar Ruda och Ivan Hoflund ställde han ut i Stockholm 1918. Han medverkade i ett stort antal samlingsutställningar med bland annat Sveriges allmänna konstförening. Hans konst består av figursaker, porträtt och naturalistiska landskap i olja eller akvarell.